# Reinhard Schermann
Reinhard Schermann (* 20. März 1943 in Schlesien) ist ein ehemaliger deutscher Kommunalpolitiker der CDU. Er war von 2003 bis 2011 Landrat des Landkreises Göttingen.

## Leben

### Jugend, Ausbildung und beruflicher Werdegang
Reinhard Schermann wurde 1943 in Schlesien geboren und wuchs nach der Flucht in Bad Harzburg auf, wo er auch seine spätere Ehefrau kennen lernte.
Nach der Bundeswehrzeit studierte er Lehramt an der Georg-August-Universität Göttingen und unterrichtete anschließend als Lehrer in Bockenem, Göttingen und Wolfenbüttel. 1977 wechselte er ins niedersächsische Kultusministerium als persönlicher Referent und Pressesprecher von Kultusminister Werner Remmers. Es folgten weitere Tätigkeiten im schulischen Bereich, zunächst 1980 als Realschulrektor in Gieboldehausen und ab 1982 als Schulamtsdirektor im Schulaufsichtsamt Northeim. Ein Jahr später wechselte er als Leiter der Pressestelle des niedersächsischen Kultusminister Georg-Berndt Oschatz erneut in die Landespolitik, ab 1985 war Schermann Sprecher der CDU-Fraktion im Niedersächsischen Landtag. Nach einer weiteren Station als Schulamtsdirektor im Schulaufsichtsamt Göttingen leitete er als Ministerialrat von 1988 bis 1990 das Ministerbüro von Kultusminister Horst Horrmann und war anschließend stellvertretender Abteilungs- und Referatsleiter für Unterrichtsversorgung.
Nach der Wiedervereinigung leistete er von 1991 bis 1992 als Ministerialdirigent und Abteilungsleiter im Kultusministerium von Sachsen-Anhalt Aufbauhilfe.

### Politisches Engagement
Schermann trat 1962 in die Junge Union ein und war von 1972 bis 1980 Vorsitzender des Bezirksverbandes Hildesheim. Zu seinen politischen Gegenspielern zählte u. a. der damalige Juso-Vorsitzende und spätere Bundeskanzler Gerhard Schröder. Seit 1968 ist Schermann Mitglied der CDU. In den 1980er Jahren war er Ortsvorsitzender in Diemarden im Landkreis Göttingen.

### Kommunalpolitik
Seine kommunalpolitische Laufbahn in Göttingen begann 1992 als Dezernent des Landkreises für die Bereiche Schulen, Soziales, Jugend, Kultur und Sport.
2003 kandidierte Schermann für den Posten des Landrats. Am 16. Februar konnte er sich in einer Stichwahl gegen den Kandidaten der SPD, Markus Hoppe, mit 53,9 % der Stimmen durchsetzen, nachdem beim ersten Wahlgang am 2. Februar keiner der beiden erstplatzierten Bewerber die absolute Mehrheit der Stimmen auf sich vereinigen konnte.
Ein Schwerpunkt seiner kommunalpolitischen Arbeit bildete der Umweltschutz, was ihm den Ruf eines „grünen“ Landrats einbrachte. So unterstützte er den Ausbau der Bioenergie und die Förderung regenerativer Energien wie die Stromgewinnung durch Wasserkraft. Weitere Arbeitsschwerpunkte waren die Stärkung des ländlichen Raums, die  Gründung einer Gesellschaft für Wirtschaftsförderung in der Region, der Ausbau des Landkreises zur Wissen- und Innovationsregion und die Verschlankung der Verwaltung. Auf seine Initiative geht auch der seit 2003 jährlich vergebene Innovationspreis des Kreises zurück.
Bei der Wahl des Landrats am 11. September 2011 trat er nicht mehr an, da er mit 68 Jahren die Altersgrenze für eine Wiederwahl überschritten hatte. Sein Nachfolger wurde am 1. November Bernhard Reuter.

## Sonstiges
Schermann ist mit Ehefrau Therese verheiratet, hat zwei erwachsene Töchter und lebt im Ortsteil Diemarden der Gemeinde Gleichen.